# 盛家橋戰鬥
盛家橋戰鬥發生於1927/10/24，交戰地點則是在中國皖東無為，是中華民國北洋政府時期的戰鬥之一。盛家橋戰鬥的交戰雙方，一方為國民革命軍西征軍三路，另一方北洋湘軍唐生智所轄軍隊。

## 參看
- 中華民國北洋政府時期內戰戰鬥列表